# غرانت كاربنتر
غرانت كاربنتر (بالإنجليزية: Grant Carpenter)‏ هو محامي وصحفي وكاتب وكاتب سيناريو أمريكي، ولد في فبراير 1865 في Potter Valley, California ‏ في الولايات المتحدة، وتوفي في 1936 في هوليوود في الولايات المتحدة.

## وصلات خارجية
- غرانت كاربنتر على موقع IMDb (الإنجليزية)
- غرانت كاربنتر على موقع أول موفي (الإنجليزية)
- غرانت كاربنتر على موقع قاعدة بيانات الفيلم (الإنجليزية)